# Pantanal Lacustre Bonilla-Bonillita
O Pantanal Lacustre Bonilla-Bonillita (em castelhano:  Humedal Lacustrino Bonilla-Bonillita) é uma área protegida na Costa Rica, administrada pela Área de Conservação Caribenha La Amistad e criada em 1994 pelo decreto 23004-MlRENEM para proteger o Lago Bonilla, o Lago Bonillita no lado oeste do Rio Reventazón e o Lago Lancaster Arriba e Lago Lancaster Abajo no lado leste do rio Reventazón.